# 後鑑
後鑑（のちかがみ）は、江戸幕府によって編纂された室町幕府15代の歴史書である。

## 概説
著者は幕府に仕えた儒学者・成島良譲（号：筑山、『徳川実紀』の編纂者・成島司直の養子）等である。全347巻・付録20巻。天保8年（1837年）から16年かけて執筆され、嘉永6年（1853年）に完成した。
鎌倉幕府滅亡前夜の元弘元年（1331年）から室町幕府最後の将軍・足利義昭が死去した慶長2年（1597年）までの歴史を描いている。鎌倉幕府には正史的な歴史書『吾妻鏡』があり、江戸幕府には同様の意味を持つ『徳川実紀』があったが、室町幕府は政情不安が長期にわたって続いたためにまとまった歴史書が編纂される機会がなかった。鎌倉幕府以来の正統な武家政権であると自負する江戸幕府は両武家政権をつなぐ存在である室町幕府の正史を補うとともに当時台頭してきた尊王論に対抗して武家政権の正統性を強調する目的で同書を編纂させたのである。
歴代将軍ごとに事績をまとめて「将軍記」として『吾妻鏡』に倣って日記風に記述している。ただし、足利義量・足利義尚死後の将軍空位期については、足利義持・足利義政の「後記」として独立させている。また、足利義稙の2度目の将軍在任期も「後記」扱いを取っている。また、将軍家が分裂している時期については将軍宣下を受けて在京している将軍を正統とみなしている。また、南朝・北朝ともに朝廷関連については必要最低限の記述に留めており、あくまでも武家政権の歴史書の体裁を取っているのも特徴である。主な執筆材料は公家・僧侶・武家の日記・記録・古文書などを中心としている。
完成後幕府より本書編纂の功として筒井万輔他9名に各銀10枚を下賜された。なお、成島筑山はこの1ヶ月前（嘉永6年11月）、52歳で死去している。

## 原典と参考書
原本は明治維新後に旧内務省地理課に保管されていたが、関東大震災で焼失して現存しない。しかし、それ以前に、田口卯吉編の続国史大系の第6から8に収録刊行され、あるいは内閣文庫及び東京大学史料編纂所に写本が残されているため、その全容は明らかとなっている。参考書籍としては、坂本太郎著の「国史大系書目解題」がある。

## 書籍
- 経済雑誌社 編『続国史大系』 第六巻、経済雑誌社、1902年10月28日。NDLJP:991113。
- 経済雑誌社 編『続国史大系』 第七巻、経済雑誌社、1903年9月20日。NDLJP:991114。
- 経済雑誌社 編『続国史大系』 第八巻、経済雑誌社、1904年7月25日。NDLJP:991115。